# 1-Stunden-Rennen von Mengen 1978

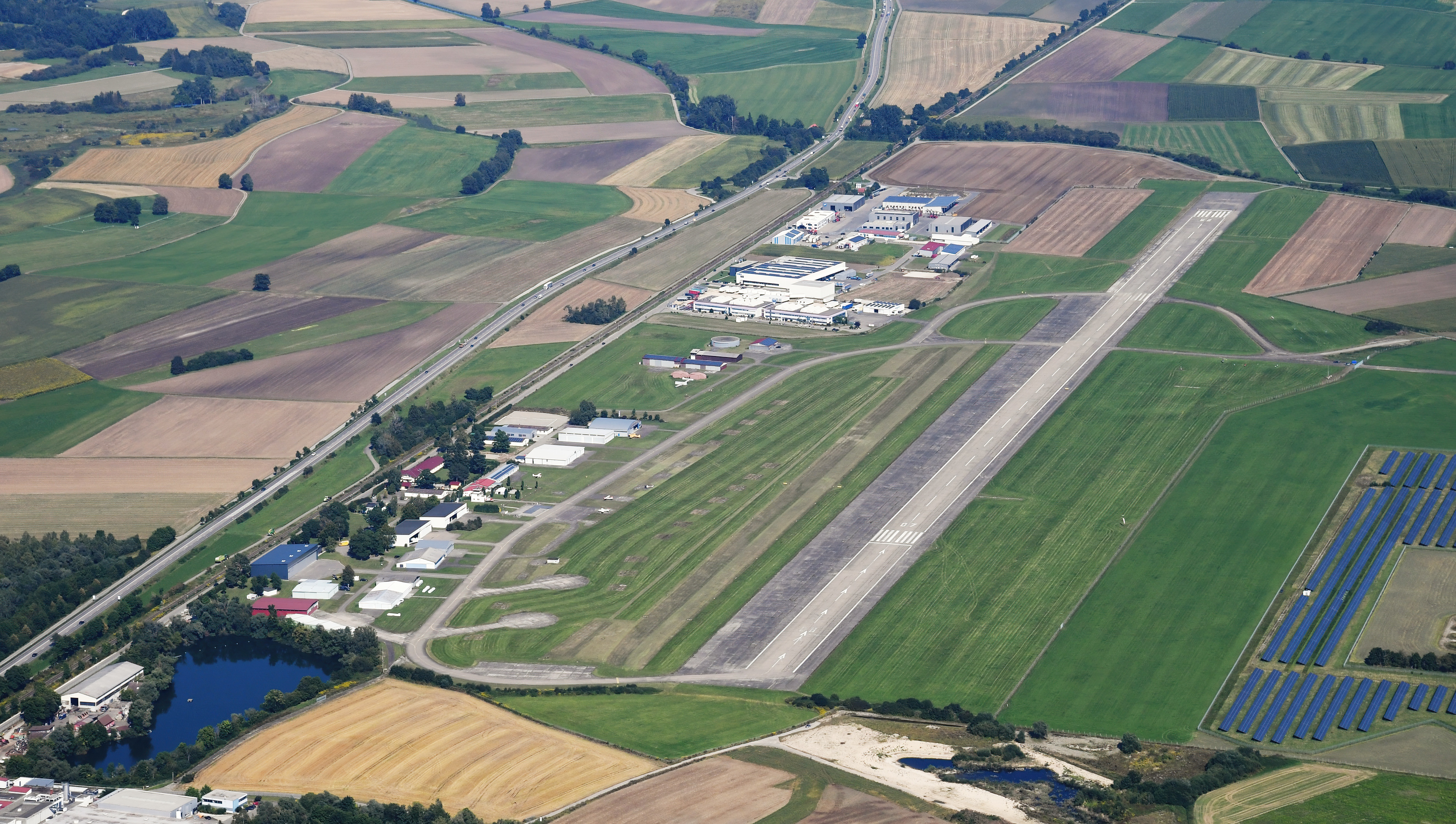
Flugplatz Mengen-Hohentengen

Das 1-Stunden-Rennen von Mengen 1978, auch I. ADAC Mengen Flugplatzrennen, Mengen, Ulm, fand am 18. Juli auf dem Flugplatz Mengen-Hohentengen statt und war der fünfte Wertungslauf der Interserie dieses Jahres.

## Das Rennen
Mit seinem zweiten Saisonsieg nach dem Erfolg bei der Goodyear Trophy übernahm Reinhold Joest die Führung in der Fahrermeisterschaft der Interserie 1978. Er siegte nach einer Fahrzeit von 1:01:44,300 Stunden mit dem Vorsprung von einer halben Minute auf seinen Konkurrenten Bob Wollek.

## Ergebnisse

### Schlussklassement
| 1           | Div. I  | 1  | Liqui Moly Equipe          | Reinhold Joest    | Porsche 908/3 Turbo | 60 |
| 2           | Div. I  | 2  | Porsche Kremer Racing      | Bob Wollek        | Porsche 908/3 Turbo | 60 |
| 3           | Div. II | 27 | Eugen Strähl               | Eugen Strähl      | March 76S           | 60 |
| 4           | Div. II | 33 | Roland Binder              | Roland Binder     | Lola T296           | 59 |
| 5           | Div. II | 20 | Formelrennsportclub Zürich | Charly Schirmer   | Lola T296           | 56 |
| 6           | Div. II | 30 | Ralf Walter                | Ralf Walter       | TOJ SC02            | 54 |
| 7           | Div. I  | 11 | PB. Watson Sports Cars     | John Blanckley    | Chevron B31         | 51 |
| Ausgefallen |         |    |                            |                   |                     |    |
| 8           | Div. I  | 6  | Karl Langjahr              | Karl Langjahr     | Tecno Eigenbau      | 47 |
| 9           | Div. I  | 5  | Siegfried Rieger           | Siegfried Rieger  | McLaren M8          | 42 |
| 10          | Div. I  | 7  | Hans-Rudolf Urech          | Hans-Rudolf Urech | McLaren M8E         | 38 |
| 11          | Div. I  | 3  | MSC Schorndorf             | Georg Moritz      | Chevron B23         | 34 |
| 12          | Div. II | 31 | Dieter Schulz              | Dieter Schulz     | Lola T390           | 31 |
| 13          | Div. II | 23 | Francy Racing              | Max Welti         | Sauber C5B          | 30 |
| 14          | Div. II | 31 | Team Matter-Toj            | Klaus Walz        | TOJ SC205           | 29 |
| 15          | Div. II | 10 | Team Matter-Toj            | Jörg Obermoser    | TOJ SC302           | 27 |
| 16          | Div. II | 32 | Rolf Götz                  | Rolf Götz         | Chevron B23         | 27 |

### Nur in der Meldeliste
Hier finden sich Teams, Fahrer und Fahrzeuge, die ursprünglich für das Rennen gemeldet waren, aber aus den unterschiedlichsten Gründen daran nicht teilnahmen.
| Pos. | Klasse  | Nr. | Team                    | Fahrer             | Chassis         |
| ---- | ------- | --- | ----------------------- | ------------------ | --------------- |
| 17   | Div. I  | 4   | Kurt Hild               | Kurt Hild          | TOJ SC304       |
| 18   | Div. I  | 8   | Deutsch Brothers Racing | Kurt Lotterschmid  | Deutsch Special |
| 19   | Div. I  | 9   | Sepp Peschek            | Sepp Peschek       | KMW SP30        |
| 20   | Div. II | 22  | Norbert Dombrowski      | Norbert Dombrowski | Rex SP1         |
| 21   | Div. II | 24  | Francy Racing           | Georges Blättler   | Sauber C4       |
| 22   | Div. II | 25  | Jan van Straaten        | Jan van Straaten   | Lola T292       |
| 23   | Div. II | 26  | Toyota Tuning Lipp      | Henning Hagenbauer | TOJ SS02        |
| 24   | Div. II | 28  | Gerd Biechteler         | Gerd Biechteler    | TOJ             |
| 25   | Div. II | 29  | Peter-Paul Dürig        | Peter-Paul Dürig   | Martin BMS      |

### Klassensieger
| Klasse  | Fahrer         | Fahrzeug            | Platzierung im Gesamtklassement |
| ------- | -------------- | ------------------- | ------------------------------- |
| Div. I  | Reinhold Joest | Porsche 908/3 Turbo | Gesamtsieg                      |
| Div. II | Eugen Strähl   | March 76S           | Rang 3                          |

### Renndaten
- Gemeldet: 25
- Gestartet: 16
- Gewertet: 7
- Rennklassen: 2
- Zuschauer: unbekannt
- Wetter am Renntag: warm und trocken
- Streckenlänge: 2,880 km
- Fahrzeit des Siegerteams: 1:01:44,300 Stunden
- Gesamtrunden des Siegerteams: 60
- Gesamtdistanz des Siegerteams: 172,800 km
- Siegerschnitt: 167,930 km/h
- Pole Position: Reinhold Joest – Porsche 908/3 Turbo (#1)
- Schnellste Rennrunde: Reinhold Joest – Porsche 908/3 Turbo (#1)
- Rennserie: 5. Lauf zur Interserie 1978